# Брен (Дром)
Брен (фр. Bren) насеље је и општина у источној Француској у региону Рона-Алпи, у департману Дром која припада префектури Валанс.
По подацима из 2011. године у општини је живело 536 становника, а густина насељености је износила 48,59 становника/km². Општина се простире на површини од 11,03 km². Налази се на средњој надморској висини од 330 метара (максималној 403 m, а минималној 217 m).

## Демографија
| 1962. | 1968. | 1975. | 1982. | 1990. | 1999. | 2011. |
| ----- | ----- | ----- | ----- | ----- | ----- | ----- |
| 251   | 273   | 281   | 376   | 431   | 471   | 536   |

График промене броја становника у току последњих година